# Brandhistoriska sällskapet
Brandhistoriska sällskapet är en i Sverige rikstäckande ideell, kulturell förening, med uppgift att skapa förutsättningar för och främja intresset av att, samla, vårda och bevara äldre föremål, fordon, dokument, bilder och litteratur vid landets alla brandförsvar, museer, organisationer eller privat. I uppgiften ligger bl.a. att dokumentera, informera och skapa nätverk mellan medlemmar, museer, företag och organisationer som tillsammans kan bidraga till att värna om och öka det brandhistoriska intresset i Sverige.
Brandhistoriska sällskapet bildades den 6 juni 1991. Medlemskap kan erhållas av brandkårer/räddningstjänster, privatpersoner, men även organisationer, föreningar och museer.
Varje år genomförs ett unikt uppvisningsrally för veteranbrandbilar någonstans i Sverige, det är medlemmarna på årsmötet som beslutar var nästa års rally genomförs. Ett 50-tal brandfordon, minst 30 år gamla, deltar i rallyt, och förare och annan personal klär sig tidstroget.
Årligen genomförs även en konferens mellan de brandmuseer som finns i landet, för närvarande ungefär 30 stycken.